# 일본의 야구 경기장 목록
다음은 일본에 위치한 야구장 목록이다.

## 일본 프로 야구장(2015년 자료)
※수용인원 규모에 따라 순서대로 나열하였다.
| #  | 명칭                        | 사진 | 수용인원 | 소재지     | 홈 구단                  | 개장 연도 | 리그        | 주석 및 기타            |
| -- | --------------------------- | ---- | -------- | ---------- | ------------------------ | --------- | ----------- | ----------------------- |
| 1  | 한신 고시엔 구장            |      | 47,808   | 효고현     | 한신 타이거스            | 1924      | 센트럴 리그 | 천연 잔디               |
| 2  | 도쿄 돔                     |      | 46,000   | 도쿄       | 요미우리 자이언츠        | 1988      | 센트럴 리그 | 인조 잔디               |
| 3  | 삿포로 돔                   |      | 40,572   | 홋카이도   | 니혼햄 파이터스          | 2001      | 퍼시픽 리그 | 인조 잔디               |
| 4  | 나고야 돔                   |      | 38,414   | 아이치현   | 주니치 드래건스          | 1997      | 센트럴 리그 | 인조 잔디               |
| 5  | 교세라 돔 오사카            |      | 36,477   | 오사카부   | 오릭스 버펄로스          | 1997      | 퍼시픽 리그 | 인조 잔디               |
| 6  | 후쿠오카 야후오쿠! 돔       |      | 35,773   | 후쿠오카현 | 소프트뱅크 호크스        | 1993      | 퍼시픽 리그 | 인조 잔디               |
| 7  | 메이지 진구 야구장          |      | 35,650   | 도쿄       | 야쿠르트 스왈로스        | 1926      | 센트럴 리그 | 인조 잔디 그라운드 불펜 |
| 8  | 세이부 돔                   |      | 33,921   | 사이타마현 | 세이부 라이온스          | 1979      | 퍼시픽 리그 | 인조 잔디               |
| 9  | MAZDA Zoom-Zoom 스타디움    |      | 33,000   | 히로시마현 | 히로시마 도요 카프       | 2009      | 센트럴 리그 | 천연 잔디               |
| 10 | 요코하마 스타디움           |      | 30,730   | 가나가와현 | 요코하마 DeNA 베이스타스 | 1978      | 센트럴 리그 | 인조 잔디               |
| 11 | QVC 마린필드                |      | 30,011   | 지바현     | 지바 롯데 마린스         | 1990      | 퍼시픽 리그 | 인조 잔디               |
| 12 | 라쿠텐 Kobo 스타디움 미야기 |      | 22,187   | 미야기현   | 라쿠텐 골든이글스        | 1950      | 퍼시픽 리그 | 천연 잔디               |

## 같이 보기
- 대한민국의 야구 경기장 목록
- 대만의 야구 경기장 목록